# Pleuropterantha
Pleuropterantha är ett släkte av amarantväxter. Pleuropterantha ingår i familjen amarantväxter.
Kladogram enligt Catalogue of Life:
| Pleuropterantha | \| \| Pleuropterantha thulinii \| \| \| \| \| \| Pleuropterantha undulatifolia \| \| \| \| |
|                 | \| \| Pleuropterantha thulinii \| \| \| \| \| \| Pleuropterantha undulatifolia \| \| \| \| |
|                 | Pleuropterantha thulinii                                                                   |
|                 |                                                                                            |
|                 | Pleuropterantha undulatifolia                                                              |
|                 |                                                                                            |